# 篠窪峠
篠窪峠（しのくぼとうげ）は、神奈川県足柄上郡大井町篠窪にある海抜250mの峠。峠道は、江戸時代には街道であった矢倉沢往還の一区間であった。

## 概要
大井町から直接秦野市に抜けることのできる数少ない峠である。現在は神奈川県道708号秦野大井線が通じている。
篠窪峠からは素晴らしい富士山の眺望を堪能することができる。峠には「富士見塚」と呼ばれる塚があり、この塚はもともとは矢倉沢往還の一里塚であったのではないかと言われている。
治承4年(1180年)に源頼朝が伊豆で挙兵したのち、頼朝は武士の士気を高めるために「富士の巻狩り」を催した。その際に立ったこの峠で見た富士山の眺望に心を打たれた頼朝は、近くの榎の木の下に馬を止めて、富士山を眺めたという。
現在この富士見塚には、「富志ち神」と刻まれた石碑が残されている。この石碑は明治5年（1872年）に住民の手によって再建・寄進されたものである。
篠窪の集落付近には、「神奈川の古道五〇選 矢倉沢往還の篠窪付近」と書かれた標柱が建てられており、峠道がかつての街道であったことを偲ばせている。

## 交通

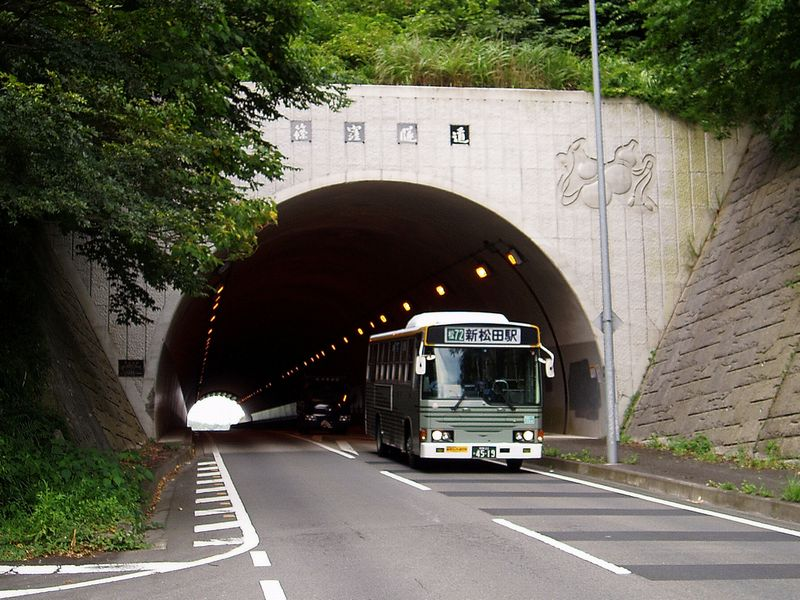
篠窪峠を貫く篠窪トンネル

県道708号線が通っている。篠窪峠区間は1車線ないしは1.5車線という狭隘な区間が多いため、当初はすれ違いすらできなかった篠窪トンネルをはじめ、改修作業が行われている。

## アクセス
- 秦野・渋沢方面から
  - 国道246号線、曲松交差点から県道708号線へ。
- 大井町方面から
  - 国道246号線、篠窪入口交差点から県道708号線へ。